# Église Saint-Pierre-au-Parvis de Soissons
Pour les articles homonymes, voir Église Saint-Pierre.
L'église Saint-Pierre est une église catholique romaine de style roman. Elle est située à Soissons dans l'Aisne (à 99 km au nord-est de Paris).

## Histoire
Elle était une des quatre églises de l'abbaye Notre-Dame de Soissons avant de devenir une abbaye de chanoines réguliers pour les moines chargés d'administrer le spirituel et le temporel de Notre-Dame, il restait sous la direction de l'abbesse. L'abbaye Saint-Pierre fut sécularisée sous Charles II le Chauveet devint un chapitre collégial qui restait sous la dépendance de l'abbesse qui en était la trésorière. Les nonnes jouissaient d'une prébende et d'une stalle dans la collégiale. L'abbaye subvenait aux réparations nécessaire et aux ornements de l'église.  Lorsque le chapitre fut supprimé en 1790, il comptait encore vingt-sept chanoines. La collégiale est actuellement une église paroissiale.
Actuellement elle est fermée, n'a plus du tout le rôle d'une église paroissiale et ne sert qu'à la commémoration des déportés
Elle est classée comme monument historique depuis 1846.

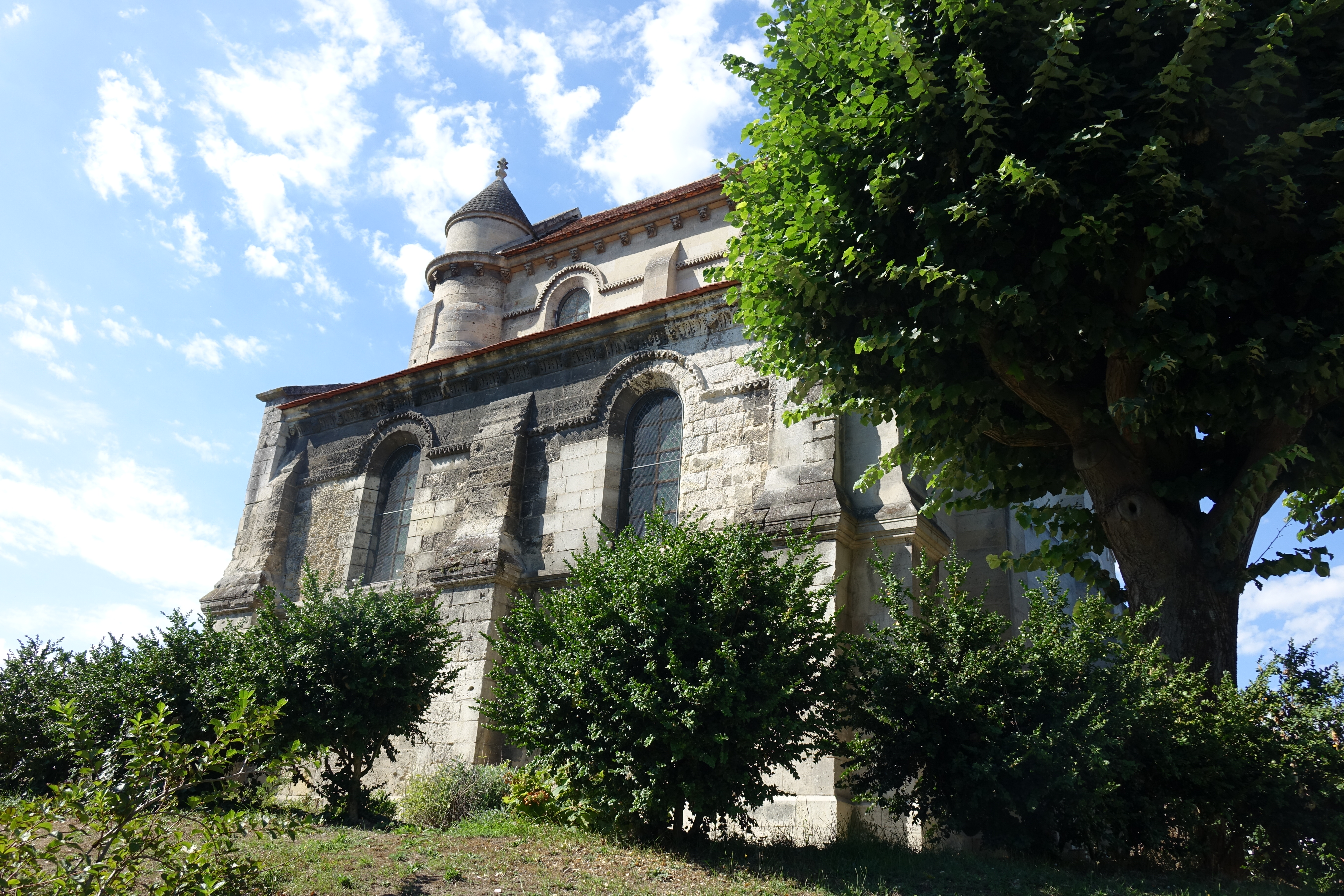
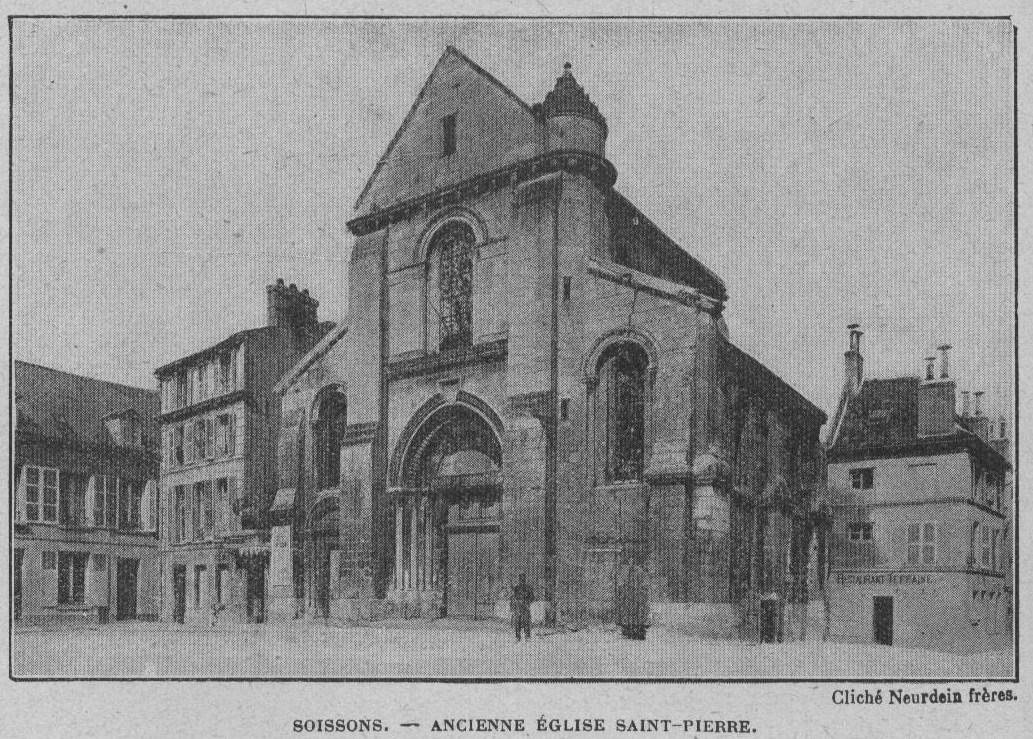